# الركابي (امحاميد الغزلان)
الركابي هي إحدى مشيخات المملكة المغربية، تتبع جغرافيا لإقليم زاكورة وإداريًا لامحاميد الغزلان. يقدر عدد سكانها بـ 395 نسمة حسب الإحصاء الرسمي للسكان والسكنى لسنة 2004.